# Testament (pel·lícula de 1983)
 Testament és una pel·lícula estatunidenca dirigida per Lynne Littman, estrenada el 1983.

## Argument
Una guerra nuclear sorprèn els habitants d'una petita ciutat de la regió de la badia de San Francisco. Tot i que la ciutat queda intacta, les radiacions fan moltes víctimes i els supervivents intenten fer front a aquest desastre.
Melodrama centrat en els problemes que ha d'afrontar una família nord-americana, després d'una guerra nuclear, on els nens són els primers que sofreixen els devastadors efectes de la radiació.

## Repartiment
- Jane Alexander: Carol Wetherly
- William Devane: Tom Wetherly
- Rossie Harris: Brad Wetherly
- Roxana Zal: Mary Liz Wetherly
- Lukas Haas: Scottie Wetherly
- Philip Anglim: pare Hollis Mann
- Lilia Skala: Fania Morse
- Leon Ames: Henry Abhart
- Rebecca De Mornay: Cathy Pitkin
- Kevin Costner: Phil Pitkin
- Mako: Mike

## Nominacions
1984 
- Oscar a la millor actriu per Jane Alexander
- Globus d'Or a la millor actriu dramàtica per Jane Alexander